# Gramalj
Gramalj es una localidad de Croacia en el municipio de Skrad, condado de Primorje-Gorski Kotar.

## Geografía
Se encuentra a una altitud de 591 m s. n. m. a 125 km de la capital nacional, Zagreb.

## Demografía
Para la fecha del censo 2011 la localidad se encontraba deshabitada.
| Gráfica de población de Gramalj 1857-2011                           |
|                                                                     |
| Según los censos de población de la oficina estadística de Croacia. |